# Molagavita
Molagavita  es un municipio colombiano ubicado en el departamento de Santander, en la provincia de García Rovira. Fue fundado el 15 de marzo de 1709 en terrenos que vendió el virrey Ezpeleta a Catalina Fajardo, quien los donó para la construcción.

## Geografía física
Molagavita se encuentra ubicado en la provincia de García Rovira (departamento de Santander) a 29 kilómetros del municipio Málaga.
Molagavita, limita por el norte con el municipio de San Andrés; por el este con los municipios de Málaga y San José de Miranda; por el sur con el municipio de Covarachia (Boyacá) y por el oeste con los municipios de San Joaquín, Onzaga, Mogotes y Curiti.

## Manifestaciones del Patrimonio Cultural Inmaterial
El Municipio de Molagavita se encuentra ubicado en el sur oriente del departamento de Santander en la Provincia de García Rovira. Esta provincia, es una de las más aisladas del centro del departamento debido al penoso estado de la vía que comunica a la provincia con la capital departamento. El municipio, al igual que el resto de esta provincia tiene una vocación especialmente agrícola. Molagavita se extiende sobre 197 km de terreno montañoso. Cuenta con vías en muy regulares condiciones, el 95% de las carreteras son destapadas, con terrenos montañosos y muy quebrados.
Las veredas Naranjo, Higuerones, Caney, Vega de Infantes y Potrero Grande se caracterizan por tener un clima templado a cálido que oscila entre desde los 2.000 m s. n. m. hasta los 800 m s. n. m. bordeando la rivera del río Chicamocha donde se cultivan especialmente, frijol, maíz, piña, naranjas, tomate, aguacate  entre otros; se cría ganada vacuno, porcino y caprino, todas estas actividades de manera artesanal y tradicional. La zona es habitada por una comunidad campesina mestiza que por sus condiciones de aislamiento mantienen aún manifestaciones del patrimonio cultural inmaterial.  No se tiene noticia de programas de vigías o de inventarios de identificación previos de Patrimonio Cultural Inmaterial localizado en esta comunidad. en el siguiente enlace https://es.padlet.com/ssierra34/d3huofq8c197ejx1 se puede encontrar  algunas de las manifestaciones  documentadas en el año 2021 por estudiantes de  educación media de la I. E. Llano de Molagavitala sede "K" Laguna de Ochoas que tienen que ver con las  tradiciones artesanales, tradiciones agrícolas, gastronomía y la medicina tradicional.
Como tradiciones artesanales los estudiantes identifican:
- El cultivo y proceso del fique
- los tejidos en fique
- las artesanías en barro.
Como tradiciones agrícolas:
- El cultivo  del maíz.
- El cultivo del fríjol.
- Elaboración y uso del Arado
- Elaboración  de otras herramientas para el trabajo agrícola.
Como manifestaciones de la gastronomía:
- La morcilla de plátano, papa y alverja.
- El masato 
- Sancocho de gallina.
Como manifestaciones de la medicina tradicional.
- Tratamientos pre parto 
-Tratamientos planta escansé
-Tratamientos con toronjil